# Гориці (Скрадин)
Гориці (хорв. Gorice) — населений пункт у Хорватії, у Шибеницько-Книнській жупанії у складі міста Скрадин.

## Населення
Населення за даними перепису 2011 року становило 27 осіб.
Динаміка чисельності населення поселення:

## Клімат
Середня річна температура становить 14,03 °C, середня максимальна – 28,55 °C, а середня мінімальна – 0,17 °C. Середня річна кількість опадів – 817 мм.
| Клімат поселення                              | Клімат поселення | Клімат поселення | Клімат поселення | Клімат поселення | Клімат поселення | Клімат поселення | Клімат поселення | Клімат поселення | Клімат поселення | Клімат поселення | Клімат поселення | Клімат поселення | Клімат поселення |
| Показник                                      | Січ.             | Лют.             | Бер.             | Квіт.            | Трав.            | Черв.            | Лип.             | Серп.            | Вер.             | Жовт.            | Лист.            | Груд.            |                  |
| Середній максимум, °C                         | 10,12            | 10,83            | 13,75            | 17,10            | 22,14            | 25,96            | 28,55            | 28,26            | 23,84            | 19,40            | 13,80            | 10,71            |                  |
| Середня температура, °C                       | 5,12             | 5,86             | 8,77             | 12,12            | 17,16            | 20,99            | 24,18            | 23,89            | 19,46            | 15,02            | 9,43             | 6,34             |                  |
| Середній мінімум, °C                          | 0,17             | 0,88             | 3,80             | 7,14             | 12,19            | 16,02            | 19,81            | 19,50            | 15,10            | 10,66            | 5,05             | 1,98             |                  |
| Норма опадів, мм                              | 71               | 63               | 68               | 72               | 59               | 57               | 33               | 47               | 79               | 86               | 99               | 83               |                  |
| Середньомісячна швидкість вітру, м/с          | 2.23             | 2.41             | 2.62             | 2.56             | 2.26             | 2.04             | 2.06             | 1.90             | 2.05             | 2.10             | 2.51             | 2.46             |                  |
| Середньомісячна сонячна радіація, кДж/м²·день | 5227             | 8027             | 11640            | 16351            | 20341            | 22859            | 24600            | 21385            | 15947            | 10302            | 5690             | 4471             |                  |
| --------------------------------------------- | ---------------- | ---------------- | ---------------- | ---------------- | ---------------- | ---------------- | ---------------- | ---------------- | ---------------- | ---------------- | ---------------- | ---------------- | ---------------- |
| Джерело:                                      |                  |                  |                  |                  |                  |                  |                  |                  |                  |                  |                  |                  |                  |